# Sankt Tomas syrisk-ortodoxa kyrka
Sankt Tomas syrisk-ortodoxa kyrka (S:t Touma) är en kyrkobyggnad i Södertälje.
Kyrkan ligger strax söder om Lina kyrka.